# Самооборона (фільм, 2014)
«Самооборона» — п'ята стрічка з циклу документальних фільмів «Зима, що нас змінила». Що таке Самооборона, взялися пояснити режисери Костянтин Кляцкін та Марія Пономарьова. Учасники протестів згадають, як виникла Самооборона Майдану. Один з героїв фільму – Фома з групи "Мандри", який будучи активним учасником Євромайдану, брав участь у захваті Мінкульту. Те, що люди мусили фізично боронити себе, захищаючись від власної влади, режисер Костянтин Кляцкін називає феноменом, який важко вкладається в голові...